# (463918) 2014 UN142
(463918) 2014 UN142 es un asteroide perteneciente al cinturón de asteroides, descubierto el 25 de octubre de 2014 por el equipo Spacewatch desde el Observatorio Nacional de Kitt Peak (Arizona, Estados Unidos).